# Chatan
Chatan (北谷町?) è una cittadina giapponese della prefettura di Okinawa.